# Natalie Rooney
Natalie Ellen Rooney (Timaru, 1º giugno 1988) è una tiratrice a volo neozelandese, vincitrice della medaglia d'argento nel trap femminile alle Olimpiadi di Rio de Janeiro 2016.

## Carriera
Iniziò a praticare il tiro nel 2003, iniziando a gareggiare in competizioni ufficiali a partire dal 2006.
Ai Giochi della XXXI Olimpiade gareggiò nel Trap dove vinse la medaglia d'argento alle spalle dell'australiana Catherine Skinner: dopo aver concluso al quarto posto le qualificazioni, nella semifinale vinse lo spareggio con la statunitense Corey Cogdell.
Ha partecipato a due edizioni dei Giochi del Commonwealth, raggiungendo il quinto posto nel 2010 a Delhi e il quarto posto nel 2014 a Glasgow.
Il suo attuale allenatore è Gavin Paton, coach della nazionale di tiro neozelandese. Dal 2012 si allena 3 mesi l'anno in Europa sotto la guida dell'allenatore italiano Andrea Miotto.

## Palmarès
| Anno | Manifestazione | Sede           | Evento | Risultato | Prestazione | Note |
| ---- | -------------- | -------------- | ------ | --------- | ----------- | ---- |
| 2016 | Olimpiadi      | Rio de Janeiro | Trap   | Argento   | 93 pt       |      |